# Erjavec
Erjavec je 48. najbolj pogost priimek v Sloveniji, ki so ga je po podatkih Statističnega urada Republike Slovenije na dan 31. decembra 2007 uporabljale 1804 osebe. 

## Znani nosilci priimka
- Ajda Erjavec, psihologinja in andragoginja
- Aleš Erjavec (*1951), filozof, estetik
- Andrej Erjavec, španski borec
- Anton Erjavec (1887—1910), pisatelj, duhovnik
- Bojan Erjavec (1950—2023), metalurg?
- Boris Erjavec, alpinist
- Borut Erjevec (*1967), športni padalec
- Dušan Erjavec, direktor Plesnega foruma Celje, organizator koncertov...
- Emil Erjavec (*1963), agrarni ekonomist, prof. BF
- Eva Erjavec, flavtistka
- Fran Erjavec (1834—1887), naravoslovec in pisatelj
- Fran(c) Erjavec (1893—1960), urednik, publicist in zgodovinar
- Franc Erjavec (1925—2004), medicinski farmakolog, prof. MF
- Franc Erjavec, španski borec
- Francka Erjavec (1924—2021), športnica kegljavka
- Gea Erjavec (*1986), plesalka
- Goga Stefanovič Erjavec (*1957), plesalka, koreografinja, pedagoginja (Plesni formum Celje)
- Gordana Erjavec Marinkovič 1929-2014
- Ida Eržen Erjavec (*1946), nevrobiologinja, osteologinja
- Jelka Erjavec (1935-2027) ?
- Jure Erjavec, ekonomist, informatik
- Karl Erjavec (*1960), pravnik, politik
- Marija Vera Erjavec, bibliografka, arhivistka?
- Marija Bren Erjavec (1929—2019), zdravnica pediatrinja
- Marjan Erjavec - Tičo (1930—1994), zdravnik radiolog, pionir slov. nuklearne medicine, prof. MF, jazz-pozavnist, kulinar. publicist
- Matej Erjavec, košarkar, odvetnik, športni delavec
- Matija Erjavec (1836—1908), duhovnik, narodni delavec, dekan, častni kanonik
- Milan Erjavec (1936—1992), agronom, govedorejski strokovnjak
- Nataša Erjavec (*1968), atletinja, metalka krogle in diska
- Nika Erjavec (*1994), vizualna/intermedijska umetnica
- Karl Erjavec (*1960), pravnik in politik
- Robert Erjavec (1971—2023), radijski in TV voditelj
- Romana Erjavec, novinarka
- Rudolf Erjavec, španski borec
- Simona Erjavec (*1973), slikarka, likovna pedagoginja
- Štefan Erjavec, agronom, žlahtnitelj
- Tatjana Erjevec (*1953), zdravnica (možganska kap - rehabilitacija)
- Tomaž Erjavec (*1960), strokovnjak za sledenje pogleda (IJS)
- Veronika Erjavec (*1999), tenisačica
- Vladimira Erjavec, veterinarka, prof. VF
- Vojteh Erjavec (1925—1995), dr.
- Zdravko Erjavec, novinar
- Zoran Erjavec, zdravnik hematolog